# Kreis Lääne-Viru
Der Kreis Lääne-Viru (estnisch Lääne-Viru maakond oder Lääne-Virumaa, deutsch „West-Wierland“) ist ein Landkreis (maakond) in Estland.

## Geografie
Er liegt im Norden Estlands und grenzt an die Kreise Ida-Viru, Järva, Jõgeva und Harju. 2005 erfolgte eine Erweiterung durch die Gemeinde Lehtse, die zuvor zum Landkreis Järva gehörte. 47 % des Gebietes sind Wälder. Im Südwesten befindet sich das Naturschutzgebiet Endla.
Der größte Findling Estlands befindet sich in der Keibu-Bucht in Harjumaa im Kreis Lääne-Viru. Er liegt jedoch unter dem Meeresspiegel und seine Abmessungen sind unbekannt. 

## Wirtschaft und Infrastruktur
Die wichtigsten Wirtschaftszweige sind unter anderem Zementproduktion, holzverarbeitende Industrie, Bekleidungsindustrie, Brauereien und Schnapsbrennereien.

## Städte und Gemeinden
Der Kreis Lääne-Viru setzt sich seit der Verwaltungsreform 2017 aus 7 Gemeinden und einer Stadt zusammen.

### Städte

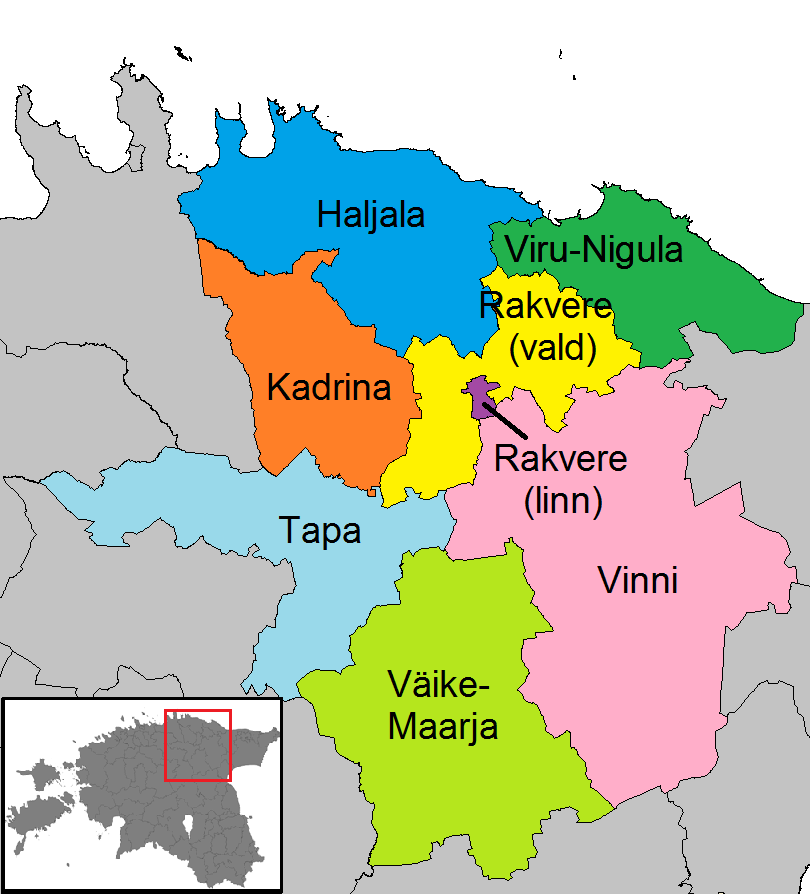
Städte und Gemeinden des Kreises Lääne-Viru

- Rakvere

### Gemeinden
- Haljala
- Kadrina
- Rakvere
- Tapa
- Vinni
- Viru-Nigula
- Väike-Maarja

### Gemeindegliederung vor 2017
| Städte 1. Rakvere (Wesenberg) 2. Kunda | Gemeinden 1. Haljala (Haljall) 2. Kadrina (St. Katharinen) 3. Laekvere (Ladigfer) 4. Rakke 5. Rakvere (Wesenberg) 6. Rägavere 7. Sõmeru (Neu-Sommerhusen) 8. Tamsalu (Tamsal) 9. Tapa (Taps) 10. Vihula (Viol) 11. Vinni (Finn) 12. Viru-Nigula (Maholm) 13. Väike-Maarja (Klein-St. Marien) |

## Sonstiges
Im Kreis Lääne-Viru gibt es 11 Museen, 43 Bibliotheken, 27 Kulturzentren, 61 Schulen (1997), 3 Musikschulen und 42 Sport-Organisationen.
Es gibt im Kreis Lääne-Viru 12 Landschaftsschutzgebiete und 3 Nationalparke (teilweise auf dem Gebiet des Kreises):
- Lahemaa Nationalpark (34.647 ha)
- Pandivere Wasserschutzgebiet (234.509 ha)

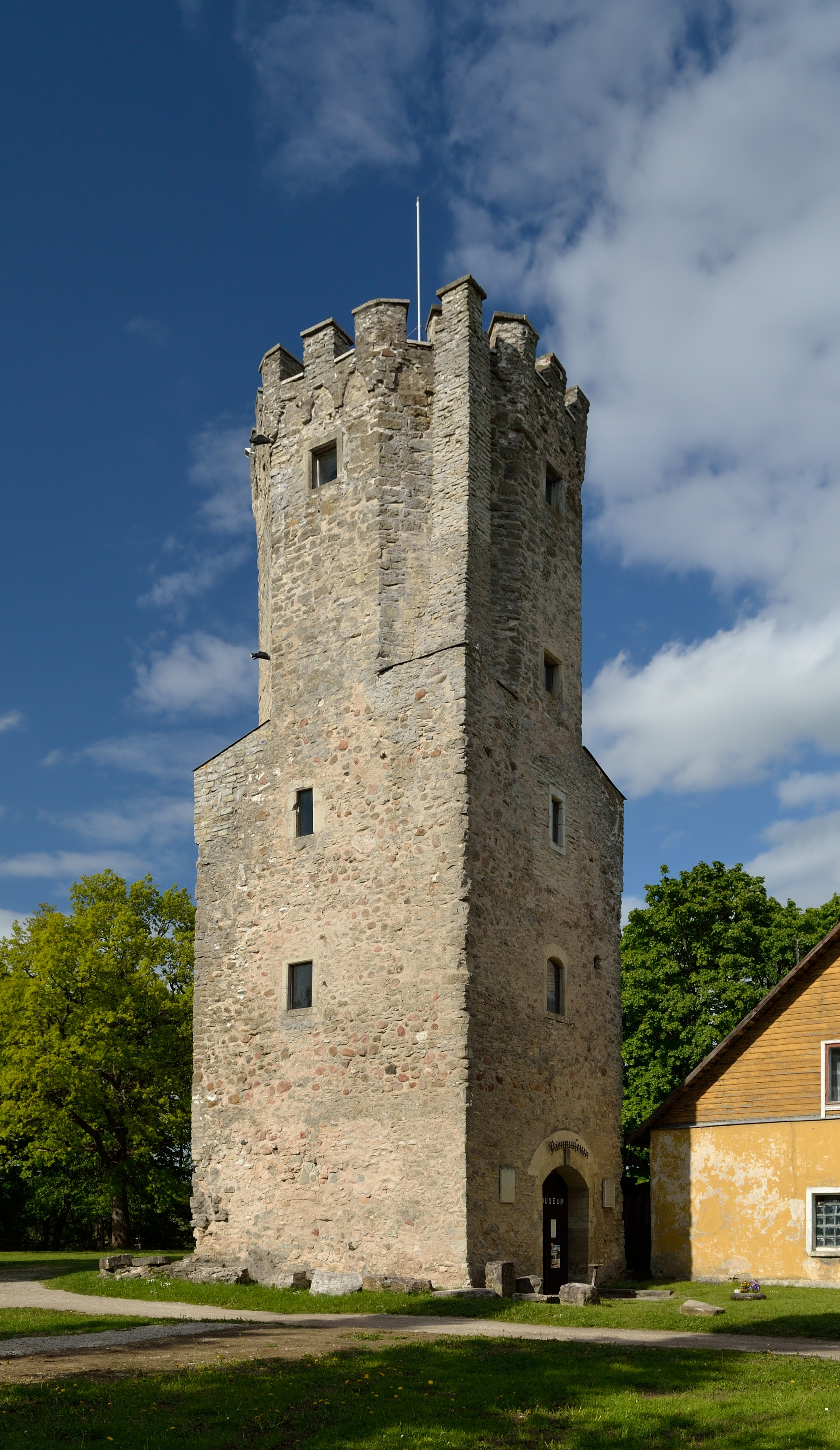
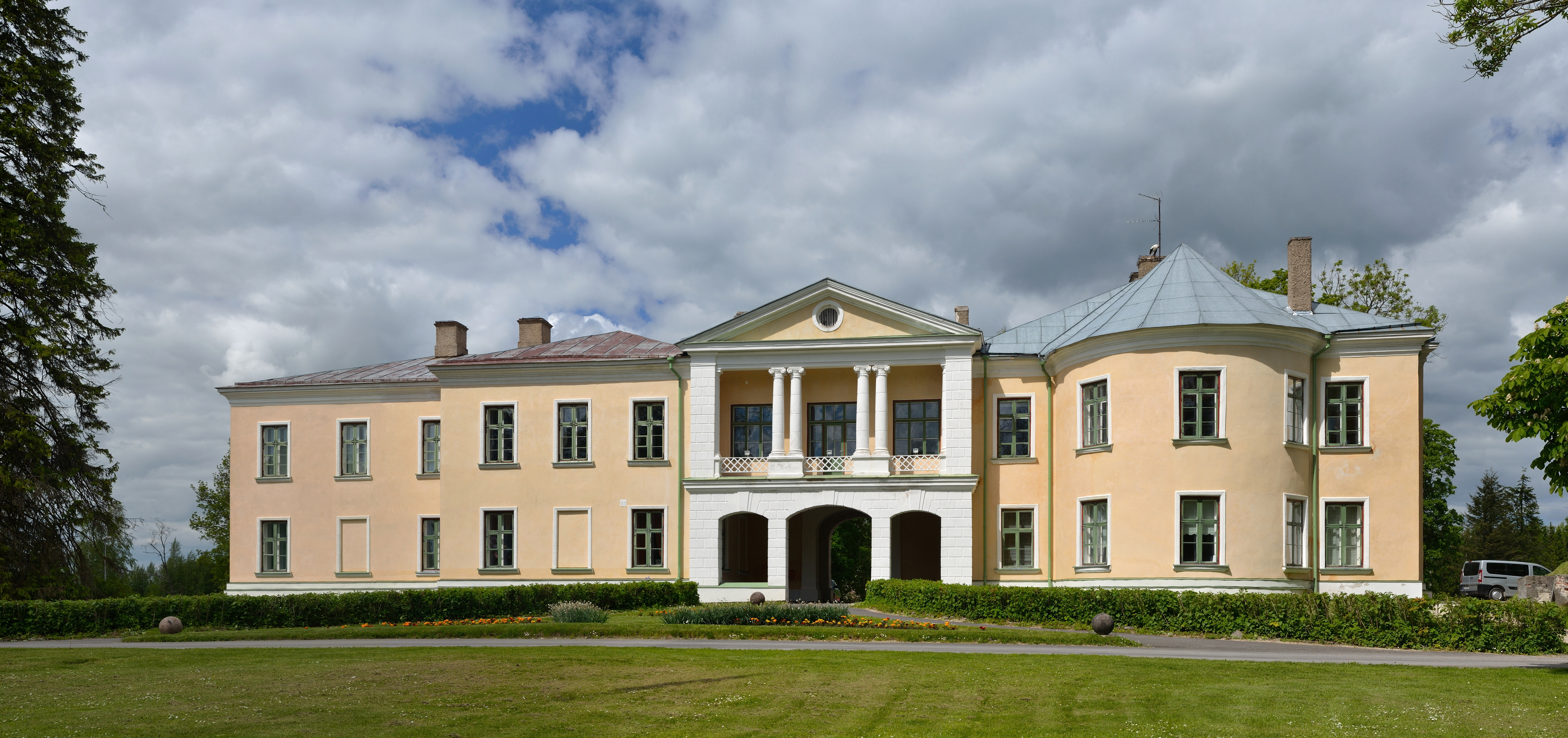
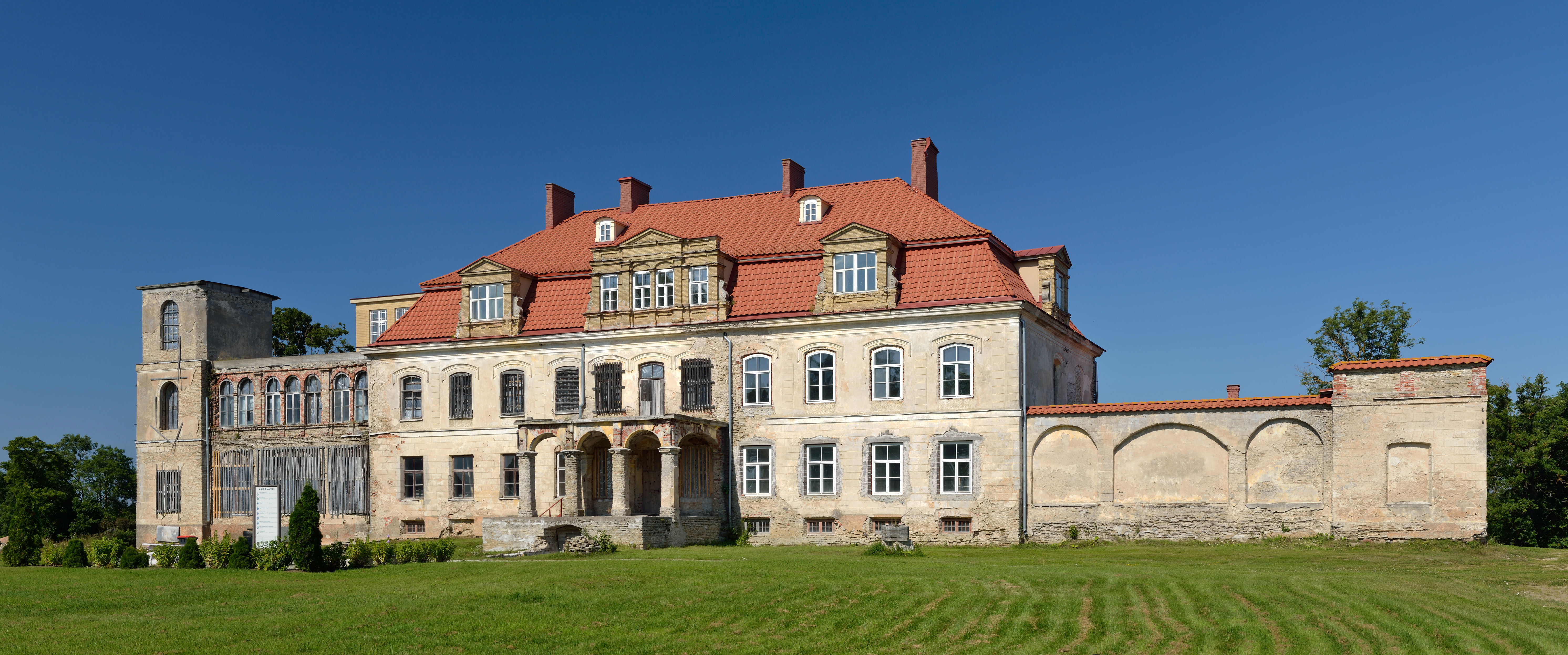
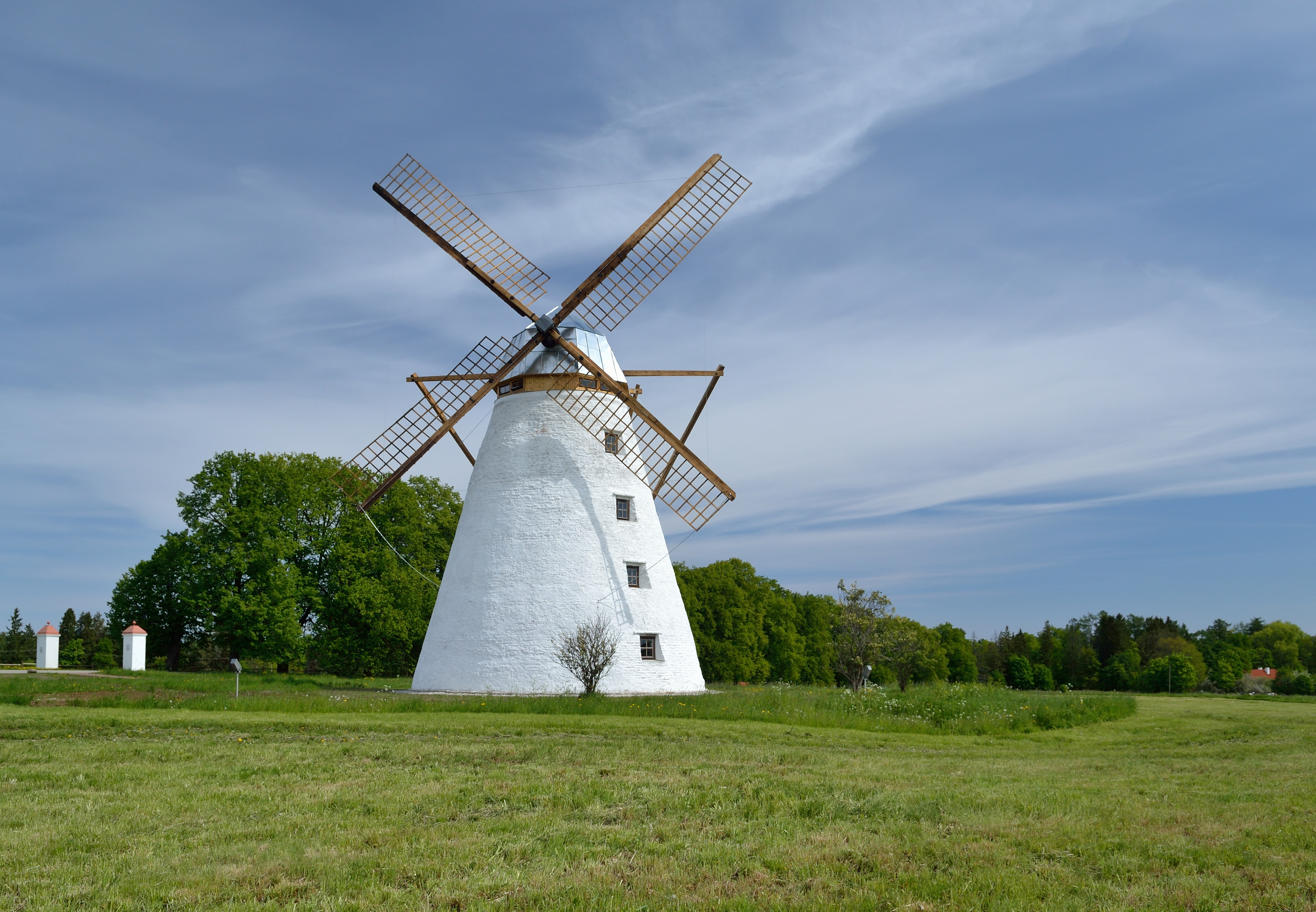
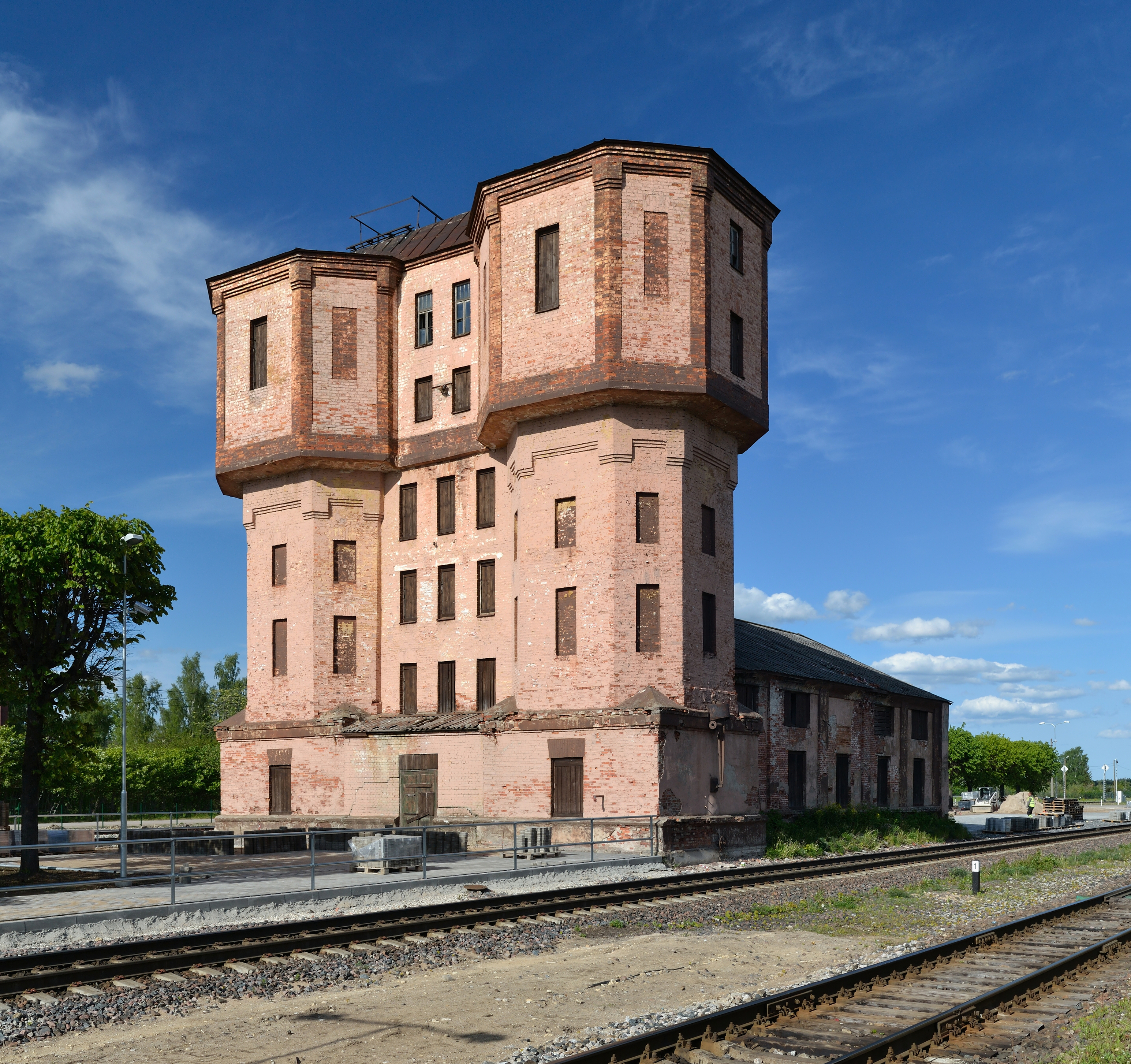
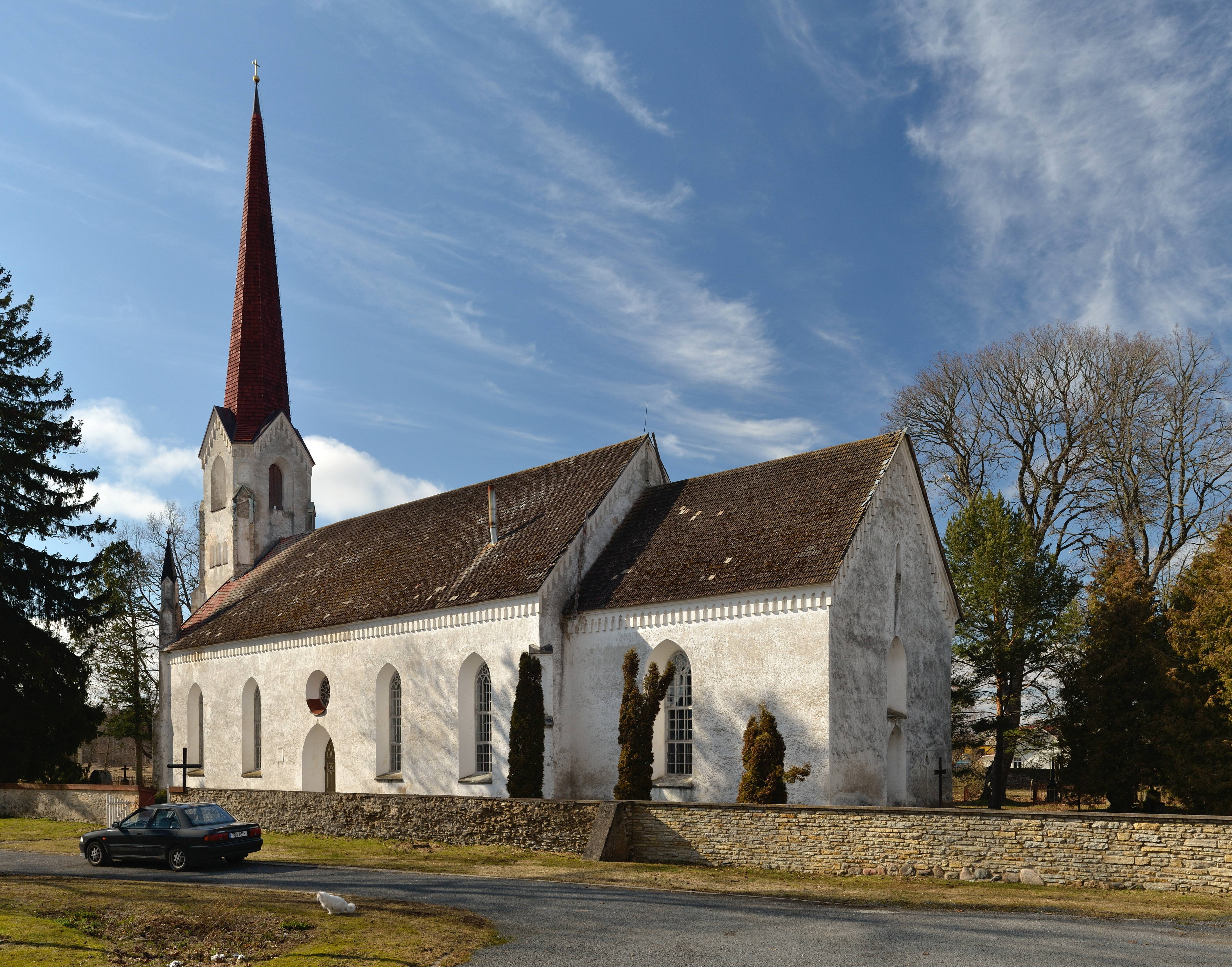

- Endla Nationalpark (307 ha)